# Bill Crothers
Pour les articles homonymes, voir Crothers.
William Frederick « Bill » Crothers  (né le 24 décembre 1940 à Markham) est un athlète canadien spécialiste du 800 mètres et du relais 4 × 400 mètres. Récipiendaire en 1963 du trophée Lou Marsh et du trophée Lionel Conacher en 1964, il mesure 1,83 m pour 71 kg.

## Carrière

### Palmarès
| Date | Compétition                                     | Lieu     | Résultat | Épreuve        | Performance   |
| ---- | ----------------------------------------------- | -------- | -------- | -------------- | ------------- |
| 1962 | Jeux de l'Empire britannique et du Commonwealth | Perth    | 6e       | 4 × 400 mètres | 3 min 20 s 6  |
| 1964 | Jeux olympiques d'été                           | Tokyo    | 2e       | 800 mètres     | 1 min 45 s 6  |
| 1965 | Universiade d'été                               | Budapest | 1er      | 800 mètres     | 1 min 47 s 7  |
| 1966 | Jeux de l'Empire britannique et du Commonwealth | Kingston | 2e       | 4 × 400 mètres | 3 min 04 s 9  |
| 1967 | Jeux panaméricains                              | Winnipeg | 2e       | 800 mètres     | 1 min 49 s 91 |
| 1967 | Jeux panaméricains                              | Winnipeg | 2e       | 4 × 400 mètres | 3 min 04 s 83 |

### Records
| Épreuve    | Performance  | Lieu  | Date |
| ---------- | ------------ | ----- | ---- |
| 400 mètres | 45 s 9       |       | 1961 |
| 800 mètres | 1 min 45 s 6 | Tokyo | 1964 |